# You Can't Do It Right (with the One You Love)/High Ball Shooter
You Can't Do It Right (With the One You Love)/High Ball Shooter è un singolo dei Deep Purple pubblicato nel 1974.

## Tracce
Lato A
1. You Can't Do It Right (With the One You Love) – 3:24 (Ritchie Blackmore, John Hughes, David Coverdale)

Lato B
1. High Ball Shooter – 4:26 (Ritchie Blackmore, John Hughes, David Coverdale, Jon Lord, Ian Paice)